# كريل مخادع
كريل مخادع (الاسم العلمي:Euphausia fallax) هو نوع من المفصليات يتبع جنس الكريل من الفصيلة الكريلية.